# Paraphalaenopsis
Paraphalaenopsis é um género botânico pertencente à família das orquídeas (Orchidaceae).

## Espécies
- Paraphalaenopsis denevei (J.J.Sm.) A.D.Hawkes (1963) - espécie tipo
- Paraphalaenopsis labukensis Shim (1981)
- Paraphalaenopsis laycockii (M.R.Hend.) A.D.Hawkes (1963)
- Paraphalaenopsis serpentilingua (J.J.Sm.) A.D.Hawkes (1963)

## Nothospecies
- Paraphalaenopsis × thorntonii (Holttum) A.D.Hawkes (1967)  =  (Paraphalaenopsis denevei × Paraphalaenopsis serpentilingua)